# A férjem, a disznó
A férjem, a disznó (My Husband the Pig) a Született feleségek (Desperate Housewives) című amerikai filmsorozat hatvankettedik epizódja. Az Amerikai Egyesült Államokban először az ABC (American Broadcasting Company) adó sugározta 2007. március 4-én.

## Az epizód cselekménye
Egyre inkább úgy tűnik, hogy Orson Hodge behízelgő modorának csak egyetlenegy ember nem dőlt be az utcában. S aki elszántan küzd azért, hogy az igazságra végre fény derüljön, és saját nevét egyszer s mindenkorra tisztára mossa, nem más, mint Mike Delfino. Edie-hez váratlan vendég érkezik, a fia, akit az édesapja nevel, de mivel Edie nem éppen az a kifejezett anyatípus, ezért minden lehetőséget megragad arra, hogy valakinek lepasszolja őt. Carlos randira készül egy állítólagos dögös csajjal, miközben Gabrielle – egy koccanásos baleset során – megismerkedik a polgármesterjelölt Victor Langgel. Mivel Tom immár kilenc éve ugyanabba az étterembe foglaltat vacsoraasztalt a házassági évfordulójukon, Lynette hathatós közreműködésével új meglepetésen töri a fejét. Ian, hogy Susant el ne veszítse, elhatározza, hogy a lánykérés után gyűrűvel ajándékozza meg a menyasszonyát. Ám a gyűrű természetesen okoz némi bonyodalmat a szerelmesek körül. Egy nem várt terhesség pedig életeket tehet tönkre.

## Mellékszereplők
- Carolyn Howard - Bree Hodge
- Steven Culp - Rex Van De Kamp
- John Slattery - Victor Lang
- Dougray Scott - Ian Hainsworth
- Jake Cherry - Travers McLain
- Kathryn Joosten - Karen McCluskey
- Rachel Fox - Kayla Huntington
- Wayne Lopez as Clyde
- Dale Waddington Horowitz - nővér
- Crystal Allen - Kelly

## Rex epizódzáró monológja
- A narrátor, Rex monológja az epizód végén így hangzik (a magyar változat alapján):

"Menjenek csak végig egy kertvárosi utcán. Tudják, mit fognak látni? Egy rakás pasast ugyanazzal az arckifejezéssel. A tekintetük azt mondja:

>>A francba, az én álmaim már sohasem válnak valóra.<<

>>Sohasem lesz az életem botrányoktól mentes.<<

>>Sohasem lesz egy saját fiam.<<

>>Sohase zárhatom újra a karjaimba.<<

>>Sohasem mondhatom el neki, hogy mit érzek.<<

Igen, a kertvárosok tele vannak reményvesztett férfiakkal. Na persze egyszer-egyszer ráakadhatnak egy-egy szerencsés krapekra, akinek minden álma valóra vált. Tudják, miről lehet felismerni az ilyeneket? Ők azok, akik folyton vigyorognak. Hát nem tenyérbemászóak?"

## Epizódcímek szerte a világban
- Angol: My Husband, the Pig (Férjem, a disznó)
- Francia: Oh, bon sang (Óh, jó vér)
- Német: Männer sind Schweine (A férfiak disznók)
- Olasz: Sorprese (Meglepetések)
- Spanyol: Mi esposo el tramposo (Férjem, a csaló)